# Thelymitra
Thelymitra är ett släkte av orkidéer. Thelymitra ingår i familjen orkidéer.

## Bildgalleri

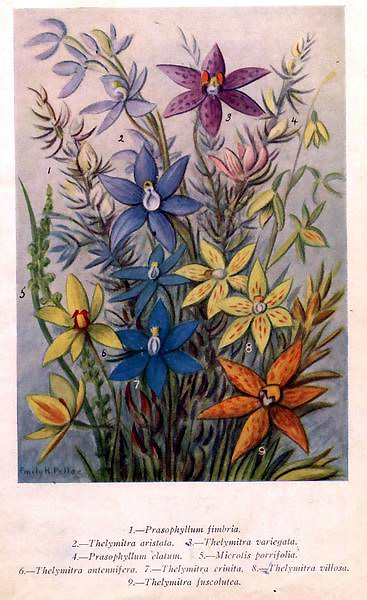
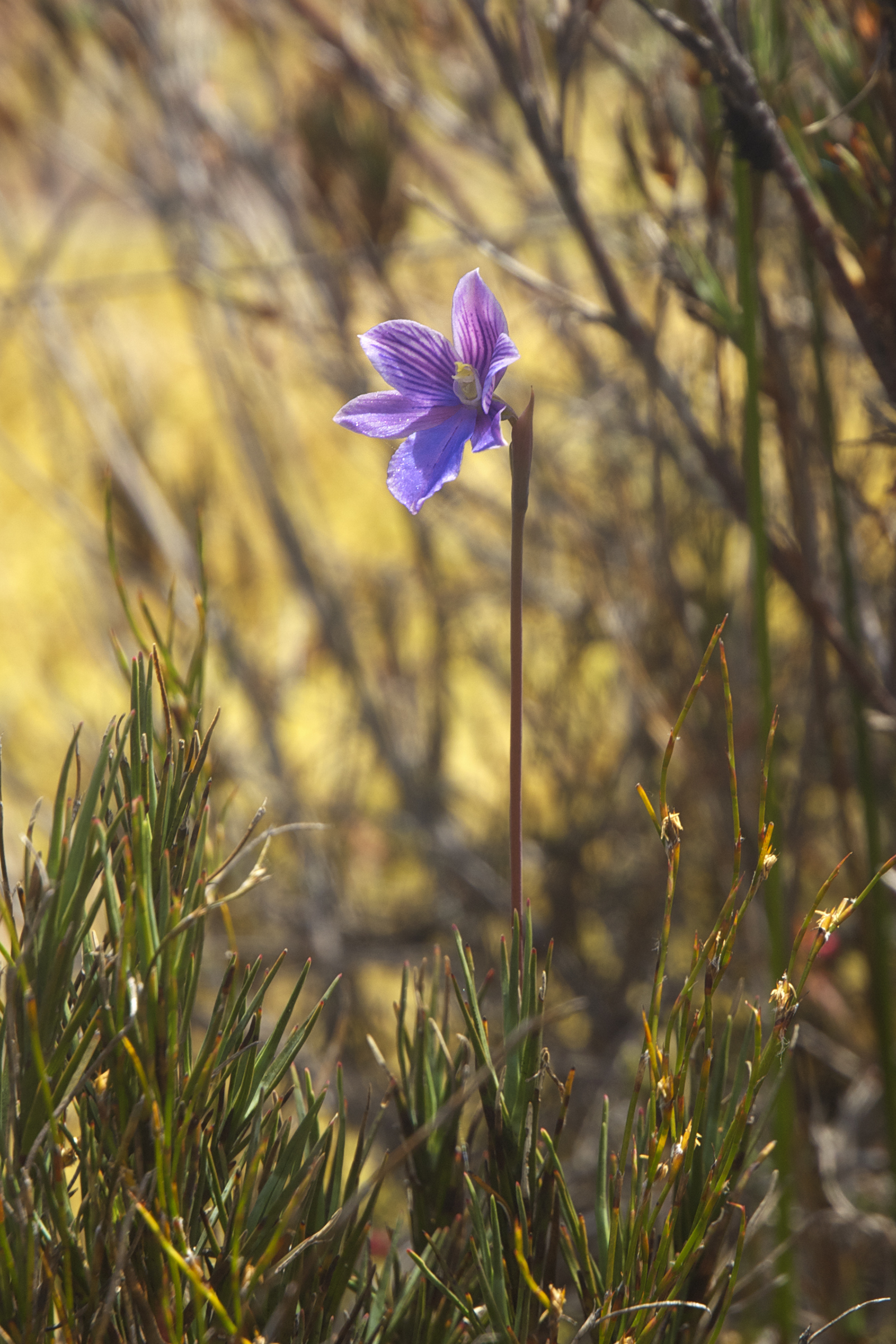
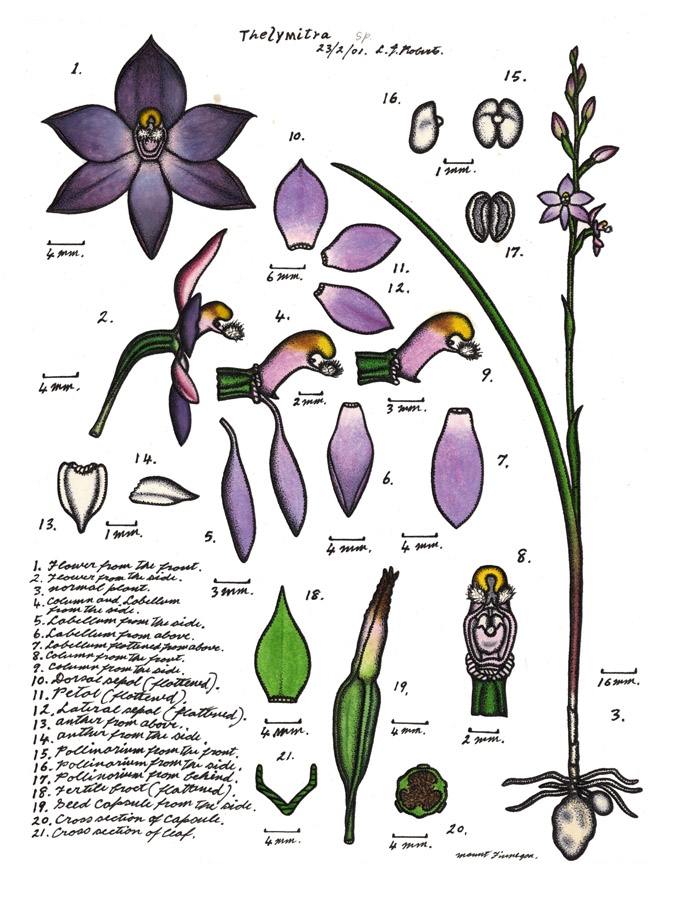

## Dottertaxa tillThelymitra, i alfabetisk ordning[1]
- Thelymitra aemula
- Thelymitra aggericola
- Thelymitra albiflora
- Thelymitra angustifolia
- Thelymitra antennifera
- Thelymitra apiculata
- Thelymitra arenaria
- Thelymitra aristata
- Thelymitra atronitida
- Thelymitra azurea
- Thelymitra basaltica
- Thelymitra batesii
- Thelymitra benthamiana
- Thelymitra bracteata
- Thelymitra brevifolia
- Thelymitra campanulata
- Thelymitra canaliculata
- Thelymitra carnea
- Thelymitra chasmogama
- Thelymitra circumsepta
- Thelymitra colensoi
- Thelymitra cornicina
- Thelymitra crinita
- Thelymitra cucullata
- Thelymitra cyanapicata
- Thelymitra cyanea
- Thelymitra dedmaniarum
- Thelymitra dentata
- Thelymitra epipactoides
- Thelymitra erosa
- Thelymitra exigua
- Thelymitra flexuosa
- Thelymitra forbesii
- Thelymitra formosa
- Thelymitra fragrans
- Thelymitra frenchii
- Thelymitra fuscolutea
- Thelymitra graminea
- Thelymitra grandiflora
- Thelymitra granitora
- Thelymitra gregaria
- Thelymitra hatchii
- Thelymitra hiemalis
- Thelymitra holmesii
- Thelymitra imbricata
- Thelymitra improcera
- Thelymitra inflata
- Thelymitra irregularis
- Thelymitra ixioides
- Thelymitra jacksonii
- Thelymitra javanica
- Thelymitra jonesii
- Thelymitra juncifolia
- Thelymitra latiloba
- Thelymitra longifolia
- Thelymitra longiloba
- Thelymitra lucida
- Thelymitra luteocilium
- Thelymitra mackibbinii
- Thelymitra macmillanii
- Thelymitra macrophylla
- Thelymitra maculata
- Thelymitra magnifica
- Thelymitra malvina
- Thelymitra matthewsii
- Thelymitra media
- Thelymitra megacalyptra
- Thelymitra merraniae
- Thelymitra mucida
- Thelymitra nervosa
- Thelymitra nuda
- Thelymitra occidentalis
- Thelymitra pallidiflora
- Thelymitra papuana
- Thelymitra pauciflora
- Thelymitra peniculata
- Thelymitra planicola
- Thelymitra polychroma
- Thelymitra psammophila
- Thelymitra pulchella
- Thelymitra pulcherrima
- Thelymitra purpurata
- Thelymitra purpureofusca
- Thelymitra reflexa
- Thelymitra rubra
- Thelymitra sanscilia
- Thelymitra sarasiniana
- Thelymitra sargentii
- Thelymitra silena
- Thelymitra simulata
- Thelymitra spadicea
- Thelymitra sparsa
- Thelymitra speciosa
- Thelymitra spiralis
- Thelymitra stellata
- Thelymitra tholiformis
- Thelymitra tigrina
- Thelymitra truncata
- Thelymitra uliginosa
- Thelymitra variegata
- Thelymitra venosa
- Thelymitra villosa
- Thelymitra viridis
- Thelymitra vulgaris
- Thelymitra xanthotricha
- Thelymitra yorkensis